# Triepeolus subalpinus
Triepeolus subalpinus là một loài Hymenoptera trong họ Apidae. Loài này được Cockerell mô tả khoa học năm 1910.